# Понте Нуово (Падова)
Понте Нуово је насеље у Италији у округу Падова, региону Венето.
Према процени из 2011. у насељу је живело 33 становника. Насеље се налази на надморској висини од 5 м.